# Kinross House
Kinross House est une maison de campagne de la fin du XVIIe siècle surplombant le Loch Leven, près de Kinross dans le Kinross-shire, en Écosse.

## Histoire
La construction de la maison commence en 1685, par l'architecte William Bruce comme sa propre maison. Elle est considérée comme l'une de ses plus belles œuvres et est qualifiée par Daniel Defoe de "l'architecture la plus belle et la plus régulière d'Écosse". Le constructeur est Tobias Bauchop d'Alloa.
La maison conserve la majeure partie de sa décoration intérieure d'origine. Elle est occupée pendant 200 ans par la famille Montgomery, qui achète la propriété à la fin du XVIIIe siècle. Kinross House est un bâtiment classé de catégorie A, et ses terrains sont répertoriés dans l'inventaire des jardins et des paysages conçus en Écosse.
Le terrain comprend 100 acres de jardins à la française et de bois, dont Castle Island sur le Loch Leven. Le Château de Loch Leven est l'un des châteaux médiévaux les plus importants d'Écosse et est réputé pour être le château où Marie, reine d'Écosse, a débattu de l'avenir de la Réforme écossaise avec le théologien presbytérien John Knox et où elle est ensuite emprisonnée en 1567. C'est également là qu'elle abdique le trône écossais en faveur de son fils en bas âge Jacques VI (qui devient plus tard le roi Jacques Ier d'Angleterre).
En 2010, la maison et le terrain sont vendus à Donald Fothergill, un homme d'affaires du Yorkshire, qui rénove entièrement la maison. Kinross House et ses terrains sont désormais proposés à la location pour des rassemblements tels que des fêtes, des mariages et des réunions.
Kinross House est présente dans les séries télévisées de la BBC The Country House Revealed (2011) et How We Built Britain (2007) ainsi que dans Land of Hope and Glory - British Country Life.